# King of the Cage
Le King of the Cage (KOTC) est une organisation américaine d'arts martiaux mixtes (MMA) créée en 1998 par Tedd Williams et Terry Trebilcock. Considéré comme une compétition mineure, le KOTC met en scène des combattants prometteurs ou des anciennes stars, mais le plus souvent, ce sont des amateurs qui remplissent les shows. Le King Of The Cage est connu pour organiser la plupart de ses évènements au Indian gaming casinos. KOTC a également lancé le Gladiator Challenge, une autre compétition américaine qui partage logiquement énormément de combattants avec KOTC.

## Champions actuels
| Catégorie         | Poids limite  | Champion         | Nationalité    |
| ----------------- | ------------- | ---------------- | -------------- |
| Super Heavyweight | Pas de limite | Tony Lopez       | États-Unis     |
| Heavyweight       | 120 kg        | Nick Rossborough | États-Unis     |
| Cruiserweight     | 104 kg        | Wes Combs        | Australie      |
| Light Heavyweight | 93 kg         | Trevor Prangley  | Afrique du Sud |
| Middleweight      | 84 kg         | Sean Strickland  | États-Unis     |
| Welterweight      | 77 kg         | David Gomez      | États-Unis     |
| Mi-welterweight   | 72,5 kg       | Lowen Tynanes    | États-Unis     |
| Lightweight       | 70 kg         | Victor Meza      | États-Unis     |
| Bantamweight      | 66 kg         | Donald Sanchez   | États-Unis     |
| Flyweight         | 61 kg         | Frankie Saenz    | États-Unis     |
| Flyweight femme   | 57 kg         | Brenda Gonzales  | États-Unis     |

## Combattants notables du KOTC
- Ricco Rodriguez (ancien champion poids lourds) a remporté le titre de l'UFC
- Jeremy Horn (ancien champion lourd léger et moyen) a combattu ensuite pour le titre de l'UFC, détenteur d'un des plus beaux palmarès actuels
- Dean Lister (ancien champion moyen) champion Absolute puis champion du superfight à l'ADCC
- Joe Stevenson (ancien champion léger (KOTC et Gladiator) et welter) a remporté The Ultimate Fighter 2, a combattu pour le titre poids léger de l'UFC
- Urijah Faber (ancien champion plume du KOTC et du Gladiator Challenge) est devenu champion du World Extreme Cagefighting. Considéré comme le meilleur à ce poids et comme un des meilleurs tous poids confondus